# Biarritz Olympique
Biarritz Olympique (vollständiger Name: Biarritz Olympique Pays Basque; oft abgekürzt zu BOPB) ist ein polysportiver Verein aus der französischen Stadt Biarritz. Ausgeübt werden Handball, Leichtathletik, Rollhockey, Schwimmen, Tennis und Triathlon. Die bei weitem größte Bedeutung hat allerdings Rugby Union; die Mannschaft spielt in der zweithöchsten französischen Liga Pro D2 und wurde fünf Mal Meister (zuletzt 2006).
Die Heimspiele der Rugbymannschaft werden im Parc des Sports d’Aguiléra ausgetragen; für wichtige Spiele im Heineken Cup weicht Biarritz Olympique auf das Estadio Anoeta in San Sebastián aus. Der Namenszusatz Pays Basque weist auf die Lage von Biarritz im Baskenland hin; die Fans schwenken baskische Flaggen und singen traditionelle baskische Lieder.

## Geschichte
Der Sportverein „L'amicale des anciens de Jules-Ferry“ wurde im Jahr 1898 gegründet und vier Jahre später in „Biarritz Stade“ umbenannt. 1903 kaufte Biarritz Stade von einem Tontauben-Schießverein jenes Gelände, auf dem heute das Rugbystadion steht. Das erste internationale Spiel, gegen einen Verein aus Cardiff, fand 1909 statt. Durch die Fusion mit dem „Biarritz SC“ entstand am 26. April 1913 schließlich der Verein Biarritz Olympique. 
1934 erreichte Biarritz Olympique erstmals das Finale der französischen Meisterschaft; die Mannschaft unterlag allerdings Aviron Bayonnais aus der Nachbarstadt Bayonne. Ein Jahr später erreichte Biarritz erneut das Finale und ging gegen USA Perpignan als Sieger vom Platz. 1938 verlor Biarritz das Finale gegen Perpignan, doch 1939 folgte die erfolgreiche Revanche mit dem Gewinn des zweiten Meistertitels.
Während der nächsten rund 60 Jahre blieb Biarritz stets in der obersten Liga vertreten, konnte aber nie einen bedeutenden Titel gewinnen. 1992 erreichte Biarritz wieder das Meisterschaftsfinale, unterlag aber dem RC Toulon. 1998 änderte der Verein seinen Namen in die heutige übliche Form, um die Verbundenheit mit dem Baskenland hervorzustreichen. Im neuen Jahrtausend knüpfte Biarritz wieder an die Erfolge der 1930er Jahre an. Der Verein gewann die Meisterschaft in den Jahren 2002, 2005 und 2006. Im Heineken Cup stieß Biarritz in den Jahren 2006 und 2010 bis in das Finale vor, verlor dieses aber jeweils knapp.
2014 stieg Biarritz in die zweithöchste Liga Pro D2 ab.

## Erfolge
- Meister: 1935, 1939, 2002, 2005, 2006
- Meisterschaftsfinalist: 1934, 1938, 1992
- Finalist Heineken Cup: 2006, 2010
- Sieger European Challenge Cup: 2012
- Sieger Challenge Yves du Manoir: 1937, 2000
- Finalist Challenge Yves du Manoir: 1989

## Finalspiele von Biarritz Olympique

### Meisterschaft
| Datum          | Meister            | 2. Finalist          | Ergebnis    | Ort                               | Zuschauer |
| -------------- | ------------------ | -------------------- | ----------- | --------------------------------- | --------- |
| 13. Mai 1934   | Aviron Bayonnais   | Biarritz Olympique   | 13:8        | Stade des Ponts Jumeaux, Toulouse | 18.000    |
| 12. Mai 1935   | Biarritz Olympique | USA Perpignan        | 3:0         | Stade des Ponts Jumeaux, Toulouse | 23.000    |
| 8. Mai 1938    | USA Perpignan      | Biarritz Olympique   | 11:6        | Stade des Ponts Jumeaux, Toulouse | 24.600    |
| 30. April 1939 | Biarritz Olympique | USA Perpignan        | 6:0 n. V.   | Stade des Ponts Jumeaux, Toulouse | 23.000    |
| 6. Juni 1992   | RC Toulon          | Biarritz Olympique   | 19:14       | Parc des Princes, Paris           | 48.000    |
| 8. Juni 2002   | Biarritz Olympique | SU Agen              | 25:22 n. V. | Stade de France, Saint-Denis      | 78.457    |
| 11. Juni 2005  | Biarritz Olympique | Stade Français Paris | 37:34 n. V. | Stade de France, Saint-Denis      | 79.475    |
| 10. Juni 2006  | Biarritz Olympique | Stade Toulousain     | 40:13       | Stade de France, Saint-Denis      | 79.474    |

### Heineken Cup
| Datum        | Sieger           | 2. Finalist        | Ergebnis | Ort                          | Zuschauer |
| ------------ | ---------------- | ------------------ | -------- | ---------------------------- | --------- |
| 20. Mai 2006 | Munster Rugby    | Biarritz Olympique | 23:19    | Millennium Stadium, Cardiff  | 74.534    |
| 22. Mai 2010 | Stade Toulousain | Biarritz Olympique | 21:19    | Stade de France, Saint-Denis | 80.000    |

### European Challenge Cup
| Datum        | Sieger             | 2. Finalist | Ergebnis | Ort               | Zuschauer |
| ------------ | ------------------ | ----------- | -------- | ----------------- | --------- |
| 18. Mai 2012 | Biarritz Olympique | RC Toulon   | 21:18    | The Stoop, London | 9.376     |

## Spieler

### Aktueller Kader
Der Kader für die Saison 2013/2014:

### Bekannte ehemalige Spieler

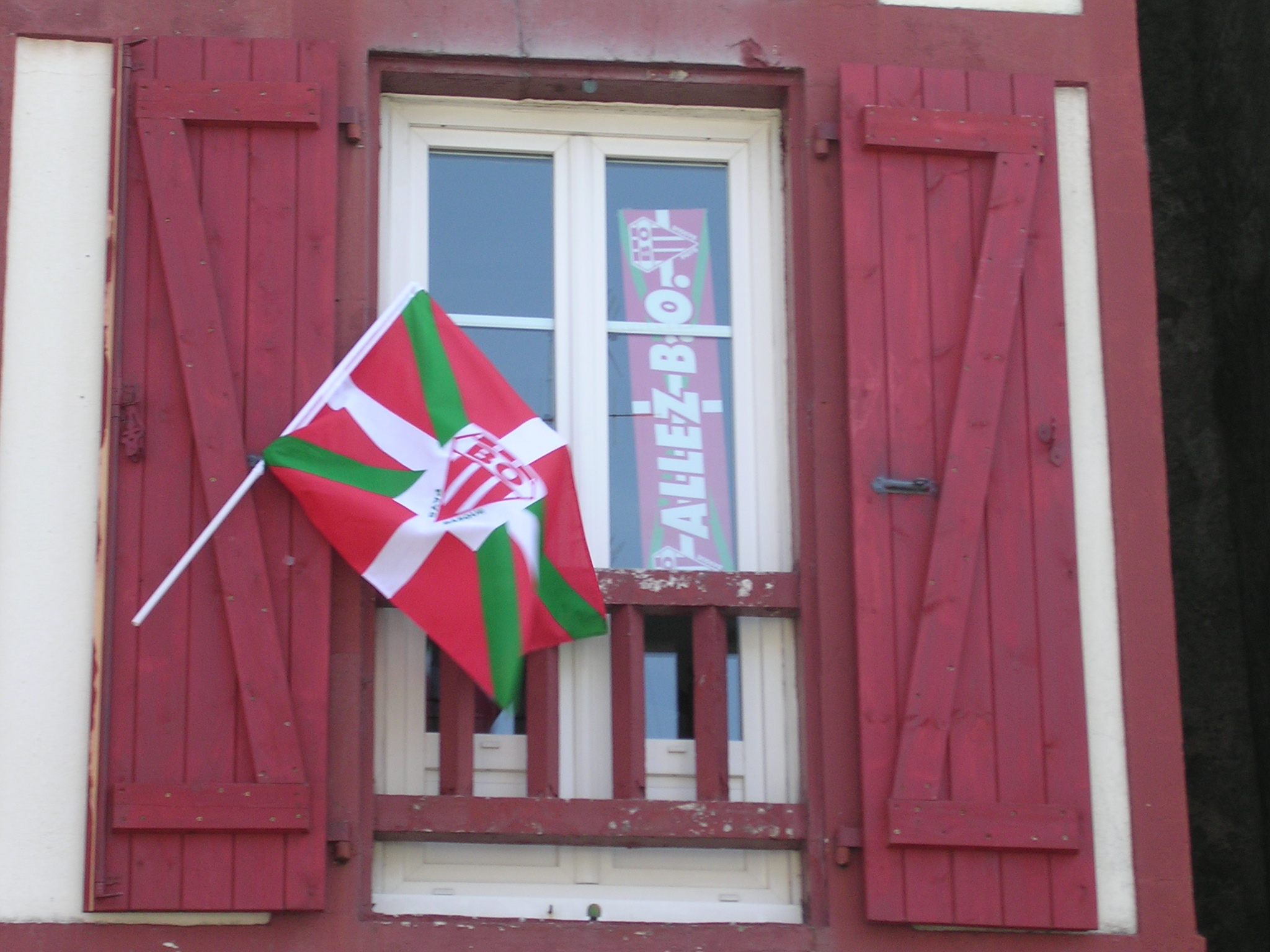
Die baskische Flagge mit dem Logo von Biarritz Olympique

| - Philippe Bernat-Salles - Serge Betsen - Serge Blanco - Sireli Bobo (Fidschi) - Michel Celaya - Jean Condom - Julien Dupuy - Thierry Dusautoir - Fernand Forgues | - Jean-Michel Gonzales - Francis Haget - Karmichael Hunt (Australien) - Patrice Lagisquet - Marc Lièvremont - Thomas Lièvremont - Pascal Ondarts - Olivier Roumat |